# Hnidawa
Hnidawa, (ukr. Гнидава), Gnidawa – wieś na Ukrainie, w obwodzie tarnopolskim, w rejonie krzemienieckim.
Do 2020 w rejonie zbaraskim.